# 洛克菲勒基金會

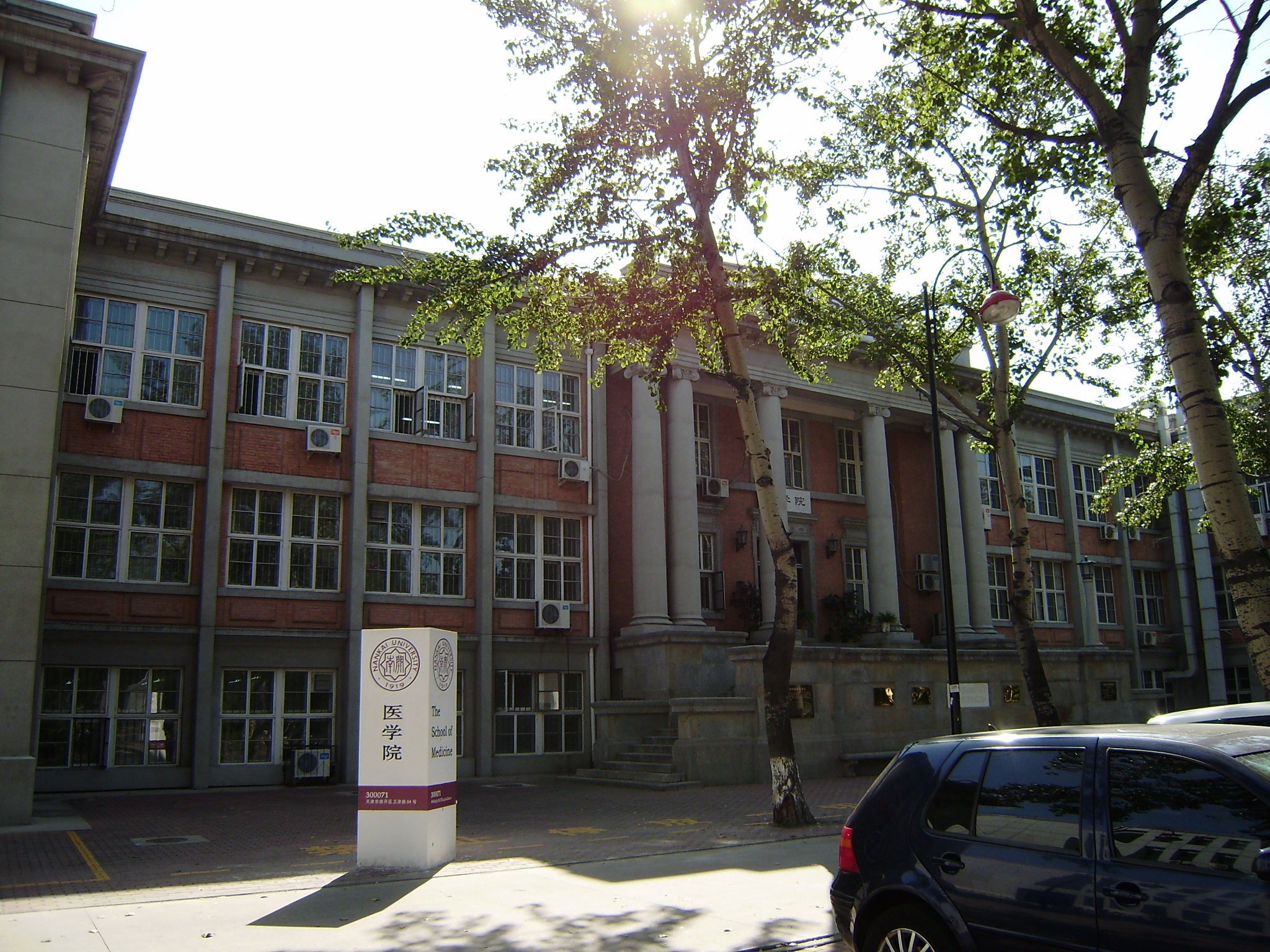
1923年洛克菲勒基金会在天津向南开大学捐建的思源堂，现为南开大学医学院

洛克菲勒基金会（英語：Rockefeller Foundation），又稱洛氏基金會、罗氏基金会，是美國的一個慈善機構，由標準石油創辦人老约翰·戴维森·洛克菲勒、他的儿子小洛克菲勒和纽约州重要的商业和慈善事业高级顾问弗里德利克·泰勒·盖茨在1913年创立，总部位于美國纽约市第五大道420号，主要机构都是洛克菲勒家族的六代人所创立的。基金会主要历史使命是“提高全世界人类的福利”，据洛克菲勒认为，要达到这个目的需要了解造成社会问题的原因并解决，最好通过科学的慈善事业进行。现在的基金会主席是2017年上任的拉吉·肖。

## 外部連結
- 官方网站